# Liga Niteroiense de Desportos
A Liga Niteroiense de Desportos, fundada em 1977, é a entidade máxima do futebol na cidade de Niterói, filiada à FFERJ. Organiza todos os torneios oficiais que envolvam as equipes da cidade, das categorias adultas às categorias de base, e já co-organizou o Campeonato Estadual de Futebol Feminino em parceria com a FFERJ. Atualmente a LND organiza competições de futebol máster, futebol feminino e de categorias de base.

## Antecedentes
Antes da LND, diversas entidades assumiram a organização do futebol niteroiense:
- Associação Nictheroyense de Football (1913)
- Associação Nictheroyense de Esportes Athleticos (1928)
- Liga Nictheroyense de Football (1934)
- Associação Nictheroyense de Athletismo (1937)
- Departamento Autônomo de Futebol (1941)
- Departamento Niteroiense de Futebol (1947)
- Departamento Niteroiense de Futebol Profissional (1953)
- Departamento Niteroiense de Futebol Amador (1954)
- Departamento Especial de Futebol Niteroiense (1955)
- Divisão Departamental de Profissionais (1963)
- Departamento Niteroiense de Futebol (1963)

A seleção niteroiense de futebol, formada por suas antecessoras, foi campeã do Campeonato Fluminense de Futebol de Seleções em 1928, 1929, 1930, 1931, 1935 e 1938.

### Campeonato Niteroiense de Futebol
O Campeonato Niteroiense de Futebol foi uma competição de futebol realizada na cidade de Niterói, no estado do Rio de Janeiro, Brasil. Criado em 1926, o campeonato teve papel fundamental no desenvolvimento do futebol na região, revelando talentos e promovendo a rivalidade entre clubes locais. Ao longo de sua existência, foi organizado por diferentes entidades e contou com a participação de diversos clubes tradicionais da cidade.
Com a fusão dos estados do Rio de Janeiro e da Guanabara em 1975, houve uma reestruturação das competições estaduais. O Campeonato Niteroiense de Futebol foi extinto em 1977, sendo substituído por torneios organizados pela LND.
O Campeonato Niteroiense de Futebol foi essencial para o desenvolvimento do futebol em Niterói, servindo como plataforma para a revelação de talentos e fortalecimento de clubes locais. A competição também contribuiu para a formação de uma identidade esportiva na cidade, promovendo o engajamento da comunidade com o esporte.

#### Edições
| Ano  | Organizador | Campeão                         | Vice-campeão              | Ref.   |
| ---- | ----------- | ------------------------------- | ------------------------- | ------ |
| 1926 | ANDT        | Ypiranga (1)                    | desconhecido              |        |
| 1928 | ANEA        | Ypiranga (2)                    | Byron                     |        |
| 1929 | ANEA        | Ypiranga (3)                    | Fluminense                |        |
| 1930 | ANEA        | Ypiranga (4) e Fluminense (1)   | sem vice-campeão          |        |
| 1931 | ANEA        | Ypiranga (5)                    | Fonseca                   | [ 3 ]  |
| 1932 | ANEA        | Fluminense (2)                  | Byron                     | [ 4 ]  |
| 1933 | ANEA        | Canto do Rio (1)                | Byron                     |        |
| 1934 | ANEA        | Canto do Rio (2)                | Ypiranga                  | [ 5 ]  |
| 1934 | LNF         | Byron (1)                       | Nictheroyense             | [ 6 ]  |
| 1935 | LNF         | Ypiranga (6)                    | desconhecido              |        |
| 1936 | LNF         | Ypiranga (7)                    | desconhecido              |        |
| 1937 | ANA         | Fonseca (1) e Nictheroyense (1) | sem vice-campeão          |        |
| 1938 | ANA         | Fluminense (3)                  | desconhecido              |        |
| 1939 | ANA         | Fonseca (2)                     | Fluminense                |        |
| 1940 | ANF         | Fluminense (4)                  | desconhecido              |        |
| 1941 | DAF         | Icaraí (1)                      | desconhecido              |        |
| 1942 | DAF         | Icaraí (2)                      | desconhecido              |        |
| 1943 | DAF         | Icaraí (3)                      | desconhecido              |        |
| 1944 | DAF         | Fluminense (5)                  | desconhecido              |        |
| 1945 | DAF         | Canto do Rio (3)                | desconhecido              |        |
| 1946 | DAF         | Humaitá (1)                     | desconhecido              |        |
| 1947 | DNF         | Fluminense (6)                  | Oliveiras                 |        |
| 1948 | DNF         | Canto do Rio (4)                | Ypiranga                  |        |
| 1949 | DNF         | Ypiranga (8)                    | Fonseca                   |        |
| 1950 | DNF         | Fonseca (3)                     | desconhecido              |        |
| 1951 | DNF         | Oliveiras (1)                   | desconhecido              |        |
| 1952 | DNF         | Cruzeiro de Pendotiba (1)       | Oliveiras                 | [ 7 ]  |
| 1953 | DNFP        | Fonseca (4)                     | desconhecido              |        |
| 1954 | DNFP        | Fonseca (5)                     | desconhecido              |        |
| 1954 | DNFA        | Canto do Rio (5)                | desconhecido              |        |
| 1955 | DEFN        | Fonseca (6)                     | desconhecido              |        |
| 1955 | DEFN        | Oliveiras (2)                   | desconhecido              |        |
| 1956 | DEFN        | Manufatora (1)                  | desconhecido              |        |
| 1956 | DEFN        | Cruzeiro Atlético (1)           | desconhecido              |        |
| 1957 | DEFN        | Fonseca (7)                     | desconhecido              |        |
| 1957 | DEFN        | Marítimo (1)                    | desconhecido              |        |
| 1958 | DEFN        | Ypiranga (9)                    | Manufatora                |        |
| 1958 | DEFN        | Heróis (1)                      | desconhecido              |        |
| 1959 | DEFN        | Fonseca (8)                     | desconhecido              |        |
| 1959 | DEFN        | Pery (1)                        | desconhecido              |        |
| 1960 | DEFN        | Fonseca (9)                     | desconhecido              |        |
| 1961 | DEFN        | Fonseca (10)                    | desconhecido              |        |
| 1962 | DEFN        | Fonseca (11)                    | Manufatora                | [ 8 ]  |
| 1963 | DDP         | Eletrovapo (1)                  | desconhecido              |        |
| 1963 | DNF         | Manufatora (2)                  | desconhecido              |        |
| 1964 | DNF         | Eletrovapo (2)                  | desconhecido              |        |
| 1965 | DNF         | Ypiranga (10)                   | desconhecido              | [ 9 ]  |
| 1966 | DNF         | Bangu (1)                       | desconhecido              | [ 10 ] |
| 1967 | DNF         | Ypiranga (11)                   | desconhecido              |        |
| 1968 | DNF         | Canto do Rio (6)                | desconhecido              |        |
| 1969 | DNF         | Manufatora (3)                  | desconhecido              |        |
| 1970 | DNF         | Manufatora (4)                  | desconhecido              |        |
| 1971 | DNF         | Espanhol (1)                    | Manufatora                | [ 11 ] |
| 1972 | DNF         | Espanhol (2)                    | desconhecido              |        |
| 1973 | DNF         | Espanhol (3)                    | Tiradentes e Flamenguinho | [ 12 ] |
| 1974 | DNF         | Tiradentes (1)                  | Manufatora                | [ 13 ] |

#### Títulos
| Clube                 | Campeão | Temporada                                                        |
| --------------------- | ------- | ---------------------------------------------------------------- |
| Ypiranga              | 11      | 1926, 1928, 1929, 1930, 1931, 1935, 1936, 1949, 1958, 1965, 1967 |
| Fonseca               | 11      | 1937, 1939, 1950, 1953, 1954, 1955, 1957, 1959, 1960, 1961, 1962 |
| Fluminense            | 6       | 1930, 1932, 1938, 1940, 1944, 1947                               |
| Canto do Rio          | 6       | 1933, 1934 (ANEA), 1945, 1948, 1954 (Amador), 1968               |
| Manufatora            | 4       | 1956, 1963 (Amador), 1969, 1970                                  |
| Icaraí                | 3       | 1941, 1942, 1943                                                 |
| Espanhol              | 3       | 1971, 1972, 1973                                                 |
| Oliveiras             | 2       | 1951, 1955 (Amador)                                              |
| Eletrovapo            | 2       | 1963, 1964                                                       |
| Byron                 | 1       | 1934 (LNF)                                                       |
| Niteroiense           | 1       | 1937                                                             |
| Humaitá               | 1       | 1946                                                             |
| Cruzeiro de Pendotiba | 1       | 1952                                                             |
| Cruzeiro Atlético     | 1       | 1956 (Amador)                                                    |
| Marítimo              | 1       | 1957 (Amador)                                                    |
| Heróis                | 1       | 1958 (Amador)                                                    |
| Pery                  | 1       | 1959 (Amador)                                                    |
| Bangu                 | 1       | 1966                                                             |
| Tiradentes            | 1       | 1974                                                             |

### Outros Torneios

#### Torneio Início
| Ano       | Organizador  | Campeão                   | Vice-campeão   | Ref.   |
| --------- | ------------ | ------------------------- | -------------- | ------ |
| 1926      | ANDT         | Ypiranga (1)              | desconhecido   |        |
| 1928      | ANEA         | Fluminense (1)            | desconhecido   |        |
| 1929      | ANEA         | Byron (1)                 | Nictheroyense  |        |
| 1930      | ANEA         | Ypiranga (2)              | desconhecido   |        |
| 1931      | ANEA         | Nictheroyense (1)         | desconhecido   |        |
| 1932      | ANEA         | Fluminense (2)            | desconhecido   |        |
| 1933      | ASN          | Modesto (1)               | Figueira       | [ 14 ] |
| 1934-1935 | desconhecido | desconhecido              | desconhecido   |        |
| 1936      | LNF          | Brilhante (1)             | desconhecido   |        |
| 1937      | ANA          | Combinado 5 de Julho (1)  | Ypiranga       | [ 15 ] |
| 1938      | desconhecido | desconhecido              | desconhecido   |        |
| 1939      | ANA          | Canto do Rio (1)          | desconhecido   |        |
| 1940      | ANF          | Fluminense (3)            | desconhecido   |        |
| 1941-1944 | desconhecido | desconhecido              | desconhecido   |        |
| 1945      | DAF          | Niteroiense (2)           | desconhecido   |        |
| 1946-1950 | desconhecido | desconhecido              | desconhecido   |        |
| 1950      | DNFP         | Fonseca (1)               | Espírito Santo | [ 16 ] |
| 1951-1952 | desconhecido | desconhecido              | desconhecido   |        |
| 1953      | DNFP         | Cruzeiro de Pendotiba (1) | desconhecido   |        |
| 1954      | DNFP         | Fonseca (2)               | desconhecido   |        |
| 1955      | DEFN         | Ypiranga (3)              | desconhecido   |        |
| 1956      | DEFN         | Serrano (1)               | desconhecido   |        |
| 1956      | DEFN         | Cruzeiro Atlético (1)     | desconhecido   |        |
| 1957      | DEFN         | Manufatora (1)            | desconhecido   |        |
| 1957      | DEFN         | Marítimo (1)              | desconhecido   |        |
| 1958      | DEFN         | Fonseca (3)               | desconhecido   |        |
| 1958      | DEFN         | Canto do Rio (2)          | desconhecido   |        |
| 1959      | DEFN         | Fonseca (4)               | desconhecido   |        |
| 1959      | DEFN         | Pery (1)                  | desconhecido   |        |
| 1960      | DEFN         | Manufatora (2)            | desconhecido   |        |
| 1961      | DEFN         | Fonseca (5)               | desconhecido   |        |

#### Taça Gazeta da Manhã
Tratou-se de uma liga precursora do Campeonato Niteroiense, promovida pelo jornal local Gazeta da Manhã, em parceria com os principais clubes da cidade e com a Associação Athletica Fluminense (AAF).
| Ano  | Organizador | Campeão        | Vice-campeão |
| ---- | ----------- | -------------- | ------------ |
| 1913 | AAF         | Guarany (1)    | desconhecido |
| 1914 | AAF         | Ararigboya (1) | desconhecido |

#### Taça 22 de Novembro
Troféu instituído pela Prefeitura de Niterói e concedido ao clube niteroiense mais bem colocado entre os representantes da cidade no Campeonato Fluminense organizado pela AFEA.
| Ano  | Campeão        |
| ---- | -------------- |
| 1925 | Fluminense (1) |
| 1926 | Elite (1)      |
| 1927 | Gragoatá (1)   |

#### Segundos Quadros
| Ano       | Campeão      |
| --------- | ------------ |
| 1928      | desconhecido |
| 1929      | Ypiranga (1) |
| 1930      | desconhecido |
| 1931      | Ypiranga (2) |
| 1929      | Barreto (1)  |
| 1933-1934 | desconhecido |
| 1935      | Fonseca (1)  |

## História
A Liga Niteroiense de Desportos foi fundada em 31 de maio de 1977, na sede do Manufatora Atlético Clube, tendo como primeiro presidente o Sr. Moacir Menezes, e contou com a presença dos seguintes clubes, que são considerados fundadores:
- Manufatora Atlético Clube
- Cruzeiro Futebol Clube
- Esporte Clube Costeira
- Fluminense Atlético Clube
- Ipiranga Futebol Clube
- Esporte Clube Agra
- Niterói Atlético Clube
- Bangu Futebol Clube
- Paulistano Futebol Clube
- Atletico Futebol Clube
- Riachuelo Atlético Clube
- Centro Esportivo do Servidor Municipal
- Clube dos Pioneiros
- Associação Atlética Universitária
- Canto do Rio Foot-Ball Club

Entre os anos de 1996 e 2004, a Liga Niteroiense de Desportos (LND) passou por um período de abandono institucional, perdendo o uso do seu campo devido às obras do Caminho Niemeyer, além de sua sede administrativa. Nesse período, a entidade deixou de contar com instalações adequadas para a realização de assembleias e reuniões.
Em 2004, uma nova diretoria assumiu a gestão da LND, tendo à frente Vanir Ferreira da Silva, eleito com o apoio de diversos clubes filiados. O grupo contou com a colaboração de figuras ligadas ao esporte local, como Wolney Trindade, Zaff e o vereador Luiz Carlos Gallo de Freitas, que posteriormente tornou-se vice-presidente da Liga. A nova administração iniciou um processo de reestruturação institucional e de infraestrutura, cujo principal marco foi a construção do campo do Gragoatá. As obras tiveram início em agosto de 2007 e foram concluídas em setembro de 2008.
Com a conclusão do novo campo, a LND tornou-se, segundo a própria entidade, a única liga esportiva do Estado do Rio de Janeiro a dispor de estrutura própria para a realização de competições e a realizar o registro de todos os seus atletas junto à Federação de Futebol do Estado do Rio de Janeiro (FFERJ). Desde então, a Liga tem buscado consolidar-se como uma organização estável e atuante no desenvolvimento do futebol em Niterói.

## Competições organizadas
Dentre os principais campeonatos, estão o Campeonato Niteroiense, com as modalidades de base masculino (sub-08 à sub-17), e a Copa Niterói, com as modalidades de base masculino (sub-20), feminino e máster.

### Categorias de base
| Competição                               | Edição atual | Última edição | Atual campeão             |
| ---------------------------------------- | ------------ | ------------- | ------------------------- |
| Campeonato Niteroiense de Futebol Sub-08 | 2025         | 2024          | Brasileiragem (1º título) |
| Campeonato Niteroiense de Futebol Sub-09 | 2025         | 2024          | Trops (5º título)         |
| Campeonato Niteroiense de Futebol Sub-10 | 2025         | 2024          | Trops (2º título)         |
| Campeonato Niteroiense de Futebol Sub-11 | 2025         | 2024          | Toque Certo (1º título)   |
| Campeonato Niteroiense de Futebol Sub-12 | 2025         | –             | –                         |
| Campeonato Niteroiense de Futebol Sub-13 | 2025         | 2024          | Canto do Rio (2º título)  |
| Campeonato Niteroiense de Futebol Sub-14 | 2025         | 2024          | Trops (2º título)         |
| Campeonato Niteroiense de Futebol Sub-15 | 2025         | 2024          | Niterói F.C. (4º título)  |
| Campeonato Niteroiense de Futebol Sub-16 | 2025         | 2024          | Niterói F.C. (1º título)  |
| Campeonato Niteroiense de Futebol Sub-17 | 2025         | 2024          | Bela Vista (1º título)    |
| Copa Niterói de Futebol Sub-20           | 2025         | 2025          | Rio Athletic (1º título)  |

### Futebol feminino
| Competição                       | Edição atual | Última edição | Atual campeão    |
| -------------------------------- | ------------ | ------------- | ---------------- |
| Copa Niterói de Futebol Feminino | 2025         | 2010          | ADNI (1º título) |

### Máster
| Competição                  | Edição atual | Última edição | Atual campeão |
| --------------------------- | ------------ | ------------- | ------------- |
| Copa Niterói de Futebol 60+ | 2025         | –             | –             |

## Ranking
Este é o ranking da LND para os clubes de todas as categorias até o vigésimo:
| Pos. | Clube                         | Pontos |
| ---- | ----------------------------- | ------ |
| 1.º  | Trops                         | 307    |
| 2.º  | P.C.S.F.                      | 247    |
| 3.º  | Canto do Rio                  | 234    |
| 4.º  | Gelain Sports Academy         | 213    |
| 5.º  | Joga Facil                    | 210    |
| 6.º  | Combinado 5 de Julho          | 168    |
| 7.º  | Atlético Carioca              | 163    |
| 8.º  | Carpa F.C.                    | 163    |
| 9.º  | União Performance             | 155    |
| 10.º | Núcleo Boavista - São Gonçalo | 113    |
| 11.º | RB5 Football Academy          | 113    |
| 12.º | Keeper Academy                | 110    |
| 13.º | S.C. Brazil                   | 105    |
| 14.º | Independente                  | 100    |
| 15.º | Niterói F.C.                  | 88     |
| 16.º | Niterói F.C.                  | 58     |
| 17.º | Escolinha M5                  | 58     |
| 18.º | RM Sports Maria Paula         | 55     |
| 19.º | Escola Furacão Maricá         | 55     |
| 20.º | Niterói F.C. (B)              | 55     |